# Шульбинская ГЭС
Шульби́нская ГЭС — гидроэлектростанция на реке Иртыш, вблизи пос. Шульбинск, Абайской области, Казахстан. Входит в Иртышский каскад ГЭС, составляя её третью, нижнюю ступень. Является крупнейшей гидроэлектростанцией Казахстана. Принадлежит ТОО «АЭС Шульбинская ГЭС» (принадлежит государственному АО «ФНБ «Самрук-Казына»).

## Конструкция станции
Шульбинская ГЭС представляет собой низконапорную русловую гидроэлектростанцию (здание ГЭС входит в состав напорного фронта). Установленная мощность электростанции — 702 МВт, проектная среднегодовая выработка электроэнергии — 1660 млн кВт·ч. Состав сооружений гидроузла:
- правобережная земляная насыпная (гравийно-песчаный грунт) плотина с экраном из супесчано-суглинистого грунта, длиной 587 м и максимальной высотой 39 м;
- левобережная напорная дамба, насыпная из супесчано-суглинистого грунта, длиной 406,2 м и максимальной высотой 23 м;
- русловое здание ГЭС длиной 222 м, совмещенное с двенадцатью глубинными водосбросами, общей пропускной способностью при расчётном напоре 5856 м³/с;
- сопрягающие сооружения — ячеистый устой с подпорными стенками со стороны земляной плотины и подпорная контрфорсная стенка со стороны левого берега;
- однокамерный однониточный судоходный шлюз с верхними и нижним подходными каналами.

В здании ГЭС установлены 6 вертикальных гидроагрегатов мощностью по 117 МВт с поворотно-лопастными турбинами ПЛ 50-В-850, работающими при расчётном напоре 23,5 м (диаметр рабочего колеса — 8,5 м), и гидрогенераторами СВ-1436/200-80 УХЛ. Производитель гидротурбин — харьковский завод «Турбоатом», генераторов — петербургское предприятие «Электросила». С генераторов электроэнергия передаётся на три силовых трансформатора ТЦ‑250000/220, а с них — на открытое распределительное устройство (ОРУ) напряжением 220 кВ и далее в энергосистему.
Судопропускные сооружения гидроузла включают в себя однокамерный судоходный шлюз в составе верхнего подходного канала длиной 1050 м и шириной 50 м с причальной стенкой длиной 178 м, камеры шахтного типа с верхней и нижней головами шлюза с направляющими палами длиной по 50 м, нижнего подходного канала длиной 2280 м и шириной 50 м. Камера шлюза имеет следующие размеры: длина 100 м, ширина 18 м, высота 42,5 м, глубина на пороге при НПУ 11 м. Шлюз принадлежит филиалу «Гидротехнические сооружения» государственного предприятия «Қазақстан су жолдары» Министерства индустрии и инфраструктурного развития Республики Казахстан. 
Напорные сооружения ГЭС образуют крупное Шульбинское водохранилище. Площадь водохранилища при нормальном подпорном уровне 255 км². Полная и полезная ёмкость водохранилища составляет 2,39 и 1,47 км³ соответственно, что позволяет осуществлять сезонное регулирование стока. Отметка нормального подпорного уровня водохранилища составляет 240 м над уровнем моря (по Балтийской системе высот), форсированного подпорного уровня — 243 м, уровня мёртвого объёма — 232 м.

## История строительства и эксплуатации
Проектирование Шульбинской ГЭС было начато Ленгидэпом в 1954-58 годах на основе разработанной этим же институтом «Схемы энергетического использования р. Иртыш». С 1965 года проектированием станции занимается Институт «Гидропроект». В 1971 году экспертизой Госплана СССР было рассмотрено ТЭО Шульбинского гидроузла с отметкой НПУ 260 м, по итогам было предложено рассмотреть вариант с НПУ 240 м. В 1975 году было выпущено доработанное ТЭО, в котором предполагалось осуществить строительство гидроузла в две очереди, в первую очередь с НПУ 240 м и во вторую — с НПУ 260 м (при этом мощность ГЭС увеличивалась до 1350 МВт, выработка — до 2,89 млрд кВт·ч, полезная ёмкость водохранилища — до 7,1 км³). В этом виде ТЭО было утверждено экспертизой и проект рекомендован к реализации. Рабочее проектирование выполнялось с 1976 года головным институтом, а с 1978 года — его казахским филиалом. В ходе рабочего проектирования некоторые конструктивные решения были изменены, в частности вместо однородной намывной плотины была принята насыпная плотина с экраном. В 1988 году казахским отделением Гидропроекта было разработано ТЭО строительства второй очереди Шульбинского гидроузла, в котором было обосновано НПУ второй очереди на отметке 255 м, на которой мощность ГЭС увеличивалась до 1050 МВт, выработка до 2,32 млрд кВт·ч, полезная ёмкость водохранилища — до 6,16 км³.
Строительство гидроэлектростанции было начато в 1976 году, пуск первого гидроагрегата состоялся 23 декабря 1987 года, последний гидроагрегат пущен 19 декабря 1994 года. Конструкция станции предусматривает строительство второй очереди, при этом увеличивается высота земляной плотины и здания ГЭС, а также реконструируются генераторы (замена обмотки статора и полюсов). По состоянию на 2020 год, вопрос строительства второй очереди Шульбинской ГЭС не решён. Достройка гидроузла сильно затянулась, в частности судоходный шлюз был введён в постоянную эксплуатацию весной 2005 года, а отделка машинного зала и фасада здания ГЭС была завершена только в 2012—2013 годах. Одновременно велась модернизация станции, в частности заменены генераторные выключатели и реконструировано распределительное устройство с использованием современного элегазового оборудования. В 1997—2017 годах ГЭС находилась в концессии компании «AES», после чего была передана Министерству энергетики Казахстана. К лету 2019 году станция выработала более 50 млрд кВт·ч возобновляемой электроэнергии. В 2022 году собственником станции стал государственный фонд Казахстана АО «ФНБ «Самрук-Казына».
Рассматривается возможность строительства второй очереди Шульбинской ГЭС, что позволит увеличить её мощность на 348 МВт.
Ниже Шульбинской ГЭС планируется строительство её контррегулятора — Булакской ГЭС (Семипалатинской ГЭС), что позволит более эффективно использовать маневренные возможности ГЭС для покрытия суточной и недельной неравномерности нагрузки в энергосистеме. В 2023 году был обнародован проект строительства Семипалатинской ГЭС мощностью около 300 МВт, электростанция может быть построена к 2030 году.